# 唐华俊
唐华俊（1960年10月—），四川阆中人。男，汉族。1983年8月参加工作，1988年8月加入中国共产党。西南农业大学农业经济系毕业，比利时根特大学土地资源理学博士学位。2015年12月，当选中国工程院农业学部院士。 
1982年毕业于西南农业大学农业经济系。1991年，获比利时根特大学土地资源理学博士学位。1993年，回国在中国农业科学院工作。
2016年12月，任中华人民共和国农业部党组成员、中国农业科学院院长。2017年10月，中国共产党第十九次全国代表大会上当选中国共产党第十九届中央委员会候补委员。